# جاموس مندورو القزم
جاموس مِنْدُورُو القزم (الاسم العلمي: Bubalus mindorensis) حيوان ثديي صغير من مزدوجات الأصابع ينتمي إلى فصيلة البقريات. يستوطن جزيرة مندورو الفلبينية.